# Ajoie TV
Ajoie TV est une chaîne de télévision locale suisse. La chaîne recouvre l'actualité des 21 communes de l'Ajoie et de fait, du district de Porrentruy. Elle est détenue par les Éditions L’Ajoie SA. Clément Charles, directeur d’une agence de presse internationale et directeur de la chaîne locale genevoise Lancy TV en est le principal actionnaire.

## Histoire de la chaîne
La chaîne émet sa première émission en date du 21 mars 2019. Ses studios sont installés à Porrentruy, dans le Canton du Jura. 

## Organisation

### Diffusion
La chaîne est diffusée partout en Suisse via Swisscom TV (218), Sunrise (992), UPC (992), EBL (992) et d'autres cablo-opérateurs régionaux.  

## Programme
Ajoie TV diffuse des informations de proximité en mettant en avant l'actualité politique, sportive, culturelle, historique, patrimoniale, musicale ou encore gastronomique. Elle est un complément audiovisuel du journal hebdomadaire L'Ajoie. Elle diffuse aussi des micro-trottoirs, des reportages, mais il n'y a aucun journal d'actualité pour ne pas concurrencer d'autres médias présents sur ce secteur. Le but de la chaîne est de faire du « microlocal ».
Elle diffuse également des événements sportifs tels que les matchs locaux de l'équipe de basket locale, le BC Boncourt Red Team, en association avec Swiss Basketball. 
À ses débuts, deux boucles composaient le programme local : Ici & Maintenant et Découverte.
Après deux ans d'existence, la chaîne diffusait une dizaine de reportages par semaine.

## Budget
Le financement de la chaîne est assuré par la publicité et par le soutien des abonnés au magazine hebdomadaire L'Ajoie.